# Asarum tohokuense
Asarum tohokuense är en piprankeväxtart som beskrevs av Yamaji & Ter.Nakam.. Asarum tohokuense ingår i släktet hasselörter, och familjen piprankeväxter. Inga underarter finns listade i Catalogue of Life.